# 쉬베이훙
쉬베이훙(중국어 간체자: 徐悲鸿, 정체자: 徐悲鴻, 병음: Xú Bēihóng, 한자음: 서비홍, 1895년 7월 19일 ~ 1953년 9월 26일)은 중국의 화가이다.

## 생애
쉬베이훙은 1895년 7월 19일에 장쑤성 의흥현(宜興縣, 현재의 장쑤성 우시시 이싱시)에서 태어났다. 6세 시절부터는 화가 겸 사립 학교 교사로 근무했던 아버지인 쉬다장(徐達章)으로부터 중국의 고전 작품과 서예를 배웠고 9세 시절부터는 중국 회화를 배웠다.
1915년에 상하이로 이주하면서 상업과 개인 업무를 수행했고 1916년에는 푸단 대학에 입학하면서 프랑스어를 전공했다. 1917년에는 일본에서 유학 생활을 하면서 예술을 전공했고 1918년에는 베이징 대학 산하 화법 연구회 강사로 임명되었다.
1919년에는 차이위안페이의 초청을 받아 프랑스 파리로 국비 유학을 떠났고 1923년에는 파리 국립 고등 미술학교에 입학했다. 1927년에 중국으로 귀국한 이후에 상하이 난궈 예술 학원 미술계 주임, 베이징 대학 예술 학원 원장으로 근무했고 1929년에 난징으로 이주하면서 국립 중앙 대학(현재의 난징 대학의 전신)에서 미술학과 교수로 근무했다.
1933년에는 프랑스, 독일, 벨기에, 이탈리아, 소련을 오가면서 유럽의 예술과 문화, 고전에서 이어져 온 미술의 전통을 접하는 한편 중국 미술 전람회를 개최했다. 제2차 세계 대전이 진행되고 있던 1939년부터 1941년 사이에 싱가포르, 말레이시아, 인도에서 전시회를 개최했고 전시회에서 나온 수익금을 계속되는 전쟁으로 인해 빈곤에 시달리고 있던 중국인들을 위해 기부했다.
1949년에 중화인민공화국이 수립된 이후에 중국 미술가 협회 주석, 중앙미술학원 원장을 역임했으며 1953년 9월 26일에 베이징에서 향년 58세를 일기로 사망했다. 쉬베이훙의 대표적인 미술 작품으로는 《우공이산》(愚公移山), 《전횡오백사》(田橫五百士) 등이 있다. 쉬베이훙의 미술 기법은 전통적인 중국 미술 양식에 서양화의 미술 양식을 결합했다는 평가를 받고 있다.